# 20607 Vernazza
20607 Vernazza è un asteroide della fascia principale. Scoperto nel 1999, presenta un'orbita caratterizzata da un semiasse maggiore pari a 2,8617216 au e da un'eccentricità di 0,2333117, inclinata di 9,15602° rispetto all'eclittica.
L'asteroide è dedicato all'astronomo francese Pierre Vernazza.